# Giuditta di Boemia
Giuditta di Boemia (tra il 1056 e il 1058 – 25 dicembre 1086) fu una principessa boema della dinastia Premyslide e, per matrimonio, Duchessa di Polonia.
Essa era una figlia del duca Vratislao II di Boemia e della seconda moglie, Adelaide d'Ungheria, figlia di re Andrea I; ricevette il proprio nome dalla nonna paterna, Giuditta di Schweinfurt, morta poco tempo dopo la sua morte.

## Biografia

### Famiglia natale
Giuditta fu la seconda dei quattro figli nati dal matrimonio di Vratislao II di Boemia con la principessa ungherese Adelaide; gli altri furono Bratislao II, Ludmilla (in seguito divenne monaca) e Vratislao, morto giovane in battaglia. Lo zio di Giuditta, il duca Spytihnev II, morì nel 1061 e venne succeduto al trono dal fratello Vratislao II; un anno dopo, nel 1062, morì la Duchessa, madre di Giuditta.
Nel 1063 Vratislao II, rimasto vedovo, si risposò con Świętosława, figlia del duca Casimiro I di Polonia; con questo matrimonio, Giuditta guadagnò cinque fratellastri: Boleslao, duca di Olomouc, morto poco tempo dopo il padre; Borivoj II, duca di Znaim e Brünn; Vladislao I, Sobeslao I Udalrico, duca di Znaim e Brünn; Giuditta, che in seguito sposò Wiprecht II di Groitzsch, burgravio di Magdeburgo.

### Matrimonio, discendenza e morte
Attorno al 1080 Giuditta sposò Ladislao I Herman, duca di Polonia (fratello della matrigna), come garanzia della recente alleanza polacco-boema.
Secondo i cronisti dell'epoca, la duchessa Giuditta compì un rimarchevole lavoro caritatevole, aiutando i bisognosi e assicurando il proprio conforto ai sudditi e ai prigionieri. Dopo circa cinque anni di matrimonio sterile, la necessità di assicurare un erede al trono di Polonia si fece più pressante:
Il 10 giugno 1085 Giuditta ed il marito presenziarono all'incoronazione del padre di lei, il duca Vratislao II, come primo Re di Boemia. L'anno seguente, nel 1086, le preghiere di Giuditta vennero infine esaudite e, il 20 agosto, diede alla luce il tanto atteso figlio ed erede, il futuro Boleslao III; essa, però, non si riebbe mai dagli effetti del parto e morì quattro mesi più tardi, il 25 dicembre.
Tre anni più tardi, nel 1089, il marito si risposò con Giuditta Maria di Baviera, vedova dello zio materno di Giuditta, il re Salomone d'Ungheria; la nuova Duchessa venne quindi ribattezzata Sofia per distinguerla dalla prima moglie di Ladislao Herman.

## Ascendenza
|                         |       |                       | Genitori                |  |  | Nonni |  |  | Bisnonni         |  |  | Trisnonni             |  |
|                         |       |                       |                         |  |  |       |  |  | Ulrico di Boemia |  |  | Boleslao II di Boemia |  |
|                         |       |                       |                         |  |  |       |  |  | Ulrico di Boemia |  |  | Boleslao II di Boemia |  |
|                         |       | …                     |                         |  |  |       |  |  | Ulrico di Boemia |  |  |                       |  |
| Bretislao I di Boemia   |       |                       |                         |  |  |       |  |  | Ulrico di Boemia |  |  |                       |  |
|                         |       | Božena di Boemia      | …                       |  |  |       |  |  |                  |  |  |                       |  |
|                         |       | Božena di Boemia      | …                       |  |  |       |  |  |                  |  |  |                       |  |
|                         |       | Božena di Boemia      | …                       |  |  |       |  |  |                  |  |  |                       |  |
| Vratislao II di Boemia  |       | Božena di Boemia      |                         |  |  |       |  |  |                  |  |  |                       |  |
|                         |       | Enrico di Schweinfurt | Bertoldo di Schweinfurt |  |  |       |  |  |                  |  |  |                       |  |
|                         |       | Enrico di Schweinfurt | Bertoldo di Schweinfurt |  |  |       |  |  |                  |  |  |                       |  |
|                         |       | Enrico di Schweinfurt | Eilika di Walbeck       |  |  |       |  |  |                  |  |  |                       |  |
| Giuditta di Schweinfurt |       | Enrico di Schweinfurt |                         |  |  |       |  |  |                  |  |  |                       |  |
|                         |       | Gerberga di Gleiberg  | Eriberto di Wetterau    |  |  |       |  |  |                  |  |  |                       |  |
|                         |       | Gerberga di Gleiberg  | Eriberto di Wetterau    |  |  |       |  |  |                  |  |  |                       |  |
|                         |       | Gerberga di Gleiberg  | Irmtrud di Avalgau      |  |  |       |  |  |                  |  |  |                       |  |
| Giuditta di Boemia      |       | Gerberga di Gleiberg  |                         |  |  |       |  |  |                  |  |  |                       |  |
|                         | Vazul | Mihály                |                         |  |  |       |  |  |                  |  |  |                       |  |
|                         | Vazul | Mihály                |                         |  |  |       |  |  |                  |  |  |                       |  |
|                         | Vazul | …                     |                         |  |  |       |  |  |                  |  |  |                       |  |
| Andrea I d'Ungheria     | Vazul |                       |                         |  |  |       |  |  |                  |  |  |                       |  |
|                         |       | …                     | …                       |  |  |       |  |  |                  |  |  |                       |  |
|                         |       | …                     | …                       |  |  |       |  |  |                  |  |  |                       |  |
|                         |       | …                     | …                       |  |  |       |  |  |                  |  |  |                       |  |
| Adelaide d'Ungheria     |       | …                     |                         |  |  |       |  |  |                  |  |  |                       |  |
|                         |       | Jaroslav I di Kiev    | Vladimir I di Kiev      |  |  |       |  |  |                  |  |  |                       |  |
|                         |       | Jaroslav I di Kiev    | Vladimir I di Kiev      |  |  |       |  |  |                  |  |  |                       |  |
|                         |       | Jaroslav I di Kiev    | Rogneda di Polack       |  |  |       |  |  |                  |  |  |                       |  |
| Anastasia di Kiev       |       | Jaroslav I di Kiev    |                         |  |  |       |  |  |                  |  |  |                       |  |
|                         |       | Ingegerd Olofsdotter  | Olof III di Svezia      |  |  |       |  |  |                  |  |  |                       |  |
|                         |       | Ingegerd Olofsdotter  | Olof III di Svezia      |  |  |       |  |  |                  |  |  |                       |  |
|                         |       | Ingegerd Olofsdotter  | Estrid degli Obotriti   |  |  |       |  |  |                  |  |  |                       |  |
|                         |       | Ingegerd Olofsdotter  |                         |  |  |       |  |  |                  |  |  |                       |  |